# Joyeuse (zwaard)

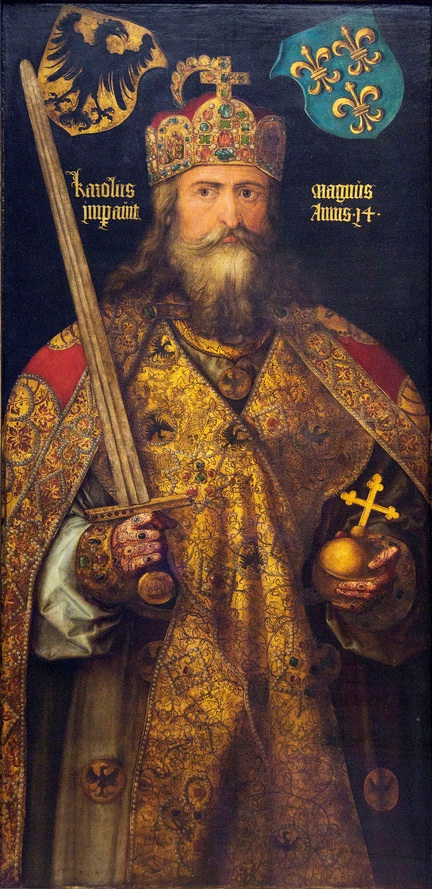
Latere verbeelding van Karel de Grote, met in zijn rechterhand een zwaard, mogelijk Joyeuse. Geschilderd door Albrecht Dürer

Joyeuse ('vrolijk' of 'blij') is het zwaard dat volgens de mythen zou hebben toebehoord aan Karel de Grote. Het wordt genoemd in het Roelantslied.
Joyeuse is ook de naam van het zwaard gebruikt tijdens de kroning van de Franse koningen. Beweerd werd dat dit zwaard hetzelfde was als dit van Karel de Grote. Maar dit zwaard, nu in de collectie van het Louvre, is waarschijnlijk van latere datum.

## De legende
Joyeuse zou in 805, nadat er drie jaar aan gewerkt was door de smid Galas, in gebruik zijn genomen door Karel de Grote. Het zwaard zou de punt van de speer bevatten die Jezus aan het kruis had doorboord. Joyeuse werd allerlei bijzondere vaardigheden toegeschreven. Zo zou het wapen zo glanzen dat het vijanden op het slagveld verblindde en zou het de gebruiker beschermen tegen vergiften. In het Roelantslied wordt gezegd dat het zwaard 30 maal per dag van kleur veranderde.
De stichting van de gemeente Joyeuse zou zijn verbonden aan het zwaard. Karel de Grote zou zijn zwaard zijn verloren en een beloning beloven voor degene die het terugvond. De soldaat die hem het zwaard bracht, werd heer van de plaats gemaakt, die naar het wapen werd vernoemd.
Het is onzeker waar Joyeuse gebleven is na de dood van Karel de Grote. Een zwaard dat al sinds 1271 gebruikt werd in kroningsceremonies van Franse koningen werd al snel gezien als Joyeuse.

## Het zwaard in het Louvre

Lodewijk XIV van Frankrijk met op zijn linker heup het kroningszwaard aangemerkt als de Joyeuse

Het kroningszwaard uit 1271 belandde met enige omwegen in het Louvre, waar het heden ten dage nog altijd is. Daar werd al snel kritisch gekeken naar het zwaard en concludeerde men dat veel delen van een latere datum zijn. Alleen van de kling varieert de datering en zou volgens sommige dateringen van de tijd van Karel de Grote kunnen zijn, alle andere delen zijn met zekerheid van na de 10e eeuw. Het Louvre dateert het zwaard op 1100.
Ondanks wellicht slechts delen van het zwaard aan Karel de Grote hebben toegehoord, heeft deze Joyeuse ook een illustere geschiedenis. Het zwaard werd tussen 1271 en 1825 gebruikt voor kroningen van vele Franse koningen. Het werd tussen kroningen door in de Kathedraal van Saint-Denis bewaard, waar ook andere kroonjuwelen werden opgeslagen en Franse koningen werden begraven. In de hectiek van de Franse Revolutie belandde het zwaard in het Louvre, waar het sinds 1793 resideert.

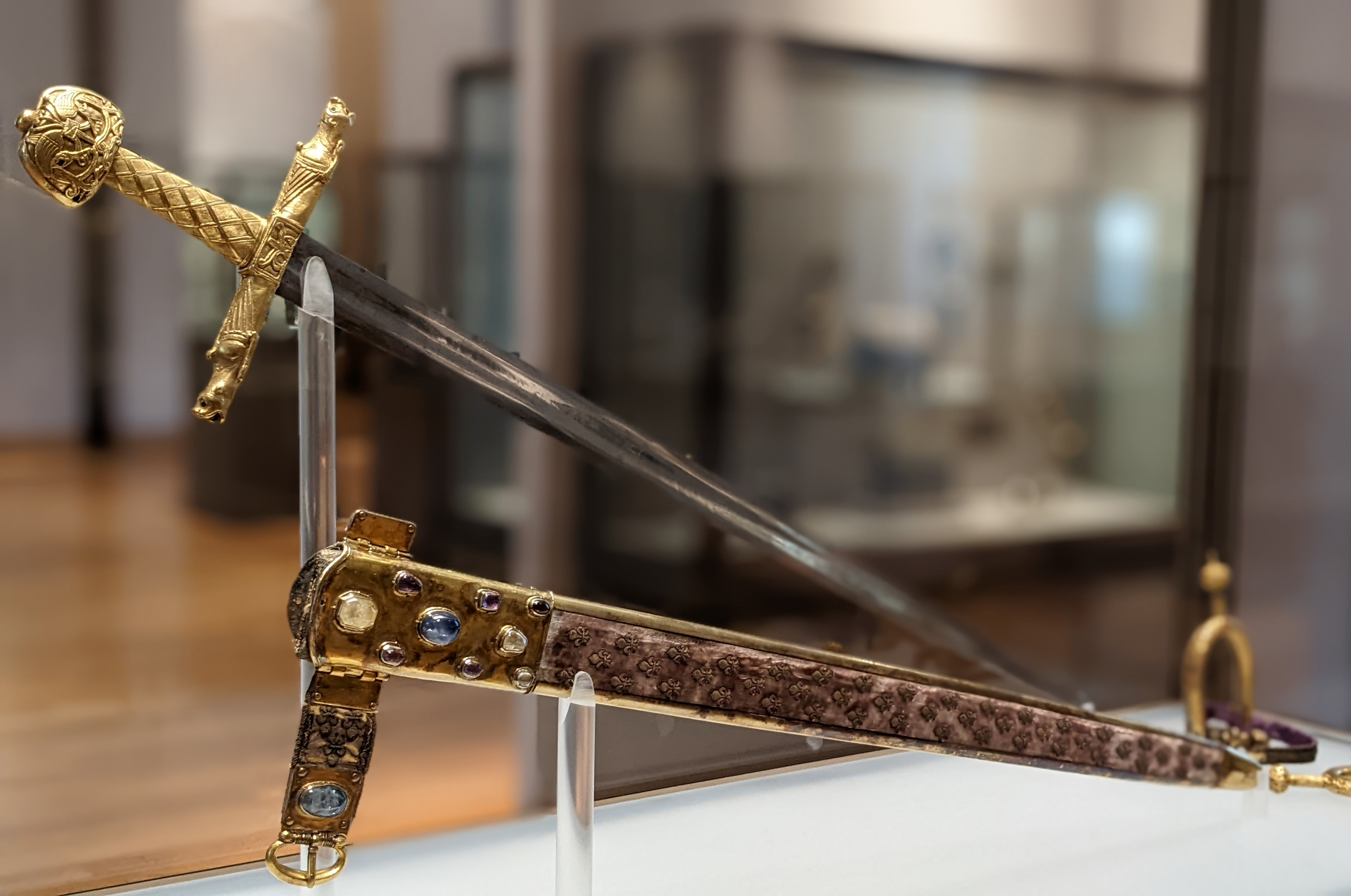
Zijaanzicht van de Joyeuse in het Louvre